# Tavikagyló
A tavikagyló (Anodonta cygnea) a kagylók (Bivalvia) osztályának folyamikagylók (Unionoida) rendjébe, ezen belül a folyamikagyló-félék (Unionidae) családjába tartozó faj.

## Előfordulása
A tavikagyló egész Európában gyakori faj, de megtalálható még Szibériában és Észak-Afrikában is.

## Megjelenése
A tavikagyló teknője igen nagy, hosszúkás tojás alakú, 10-20 centiméter hosszú és 12 centiméter széles, búbja előtt szárnyszerűen megnyúlt. A két teknőt felül szaruszerű szalag, a zárópánt (ligamentum) tartja össze. Alatta található az úgynevezett zárpárkányzat, amely úgy működik, mint az ajtó sarokpántja. A tavikagyló esetében ezen nincsenek fogak. A két teknőt két záróizom húzza össze, ellazulásukkor a némileg merev zárópánt révén a teknők szétnyílnak. A teknő vékony falú, zöldesbarna-sötétbarna. Alakja és nagysága igen változó. A lágy testen fej nem található, a két teknő között azonban az állat egy erős, izmos lábat képes kinyújtani. Ezenkívül a test hátsó végén két hasíték alakú nyílás van: alul a hosszúkás, szélén papillákkal borított vízbevezető nyílás, közvetlenül fölötte a kerekded kivezető nyílás.

## Életmódja
A tavikagyló iszapos fenekű álló-, ritkábban folyóvizek lakója. Tápláléka planktonszervezetek, melyeket vízátszűrés által kap el.